# Lehi (Utah)
Lehi és una població dels Estats Units a l'estat de Utah. Segons el cens del 2008 Estimates tenia 46.802 habitants.

## Demografia
Segons el cens del 2000, Lehi tenia 19.028 habitants, 5.125 habitatges, i 4.602 famílies. La densitat de població era de 361,6 habitants per km².
Dels 5.125 habitatges en un 61,4% hi vivien nens de menys de 18 anys, en un 80% hi vivien parelles casades, en un 7,2% dones solteres, i en un 10,2% no eren unitats familiars. En el 8,9% dels habitatges hi vivien persones soles el 3,5% de les quals corresponia a persones de 65 anys o més que vivien soles. El nombre mitjà de persones vivint en cada habitatge era de 3,7 i el nombre mitjà de persones que vivien en cada família era de 3,94.
Per edats la població es repartia de la següent manera: un 41% tenia menys de 18 anys, un 11,6% entre 18 i 24, un 31,1% entre 25 i 44, un 11,1% de 45 a 60 i un 5,2% 65 anys o més.
L'edat mediana era de 24 anys. Per cada 100 dones de 18 o més anys hi havia 96,6 homes.
La renda mediana per habitatge era de 53.028 $ i la renda mediana per família de 55.664 $. Els homes tenien una renda mediana de 40.739 $ mentre que les dones 25.931 $. La renda per capita de la població era de 16.074 $. Entorn del 5% de les famílies i el 5,5% de la població estaven per davall del llindar de pobresa.

## Poblacions més properes
El següent diagrama mostra les poblacions més properes.